# Рики
Рики (пољ. Ryki) град је у Пољској у Војводству лублинском. По подацима из 2012. године број становника у месту је био 9989.

## Становништво
| 2012. |
| ----- |
| 9.989 |